# Тэд-путешественник и Тайна царя Мидаса
«Тэд-путешественник и Тайна царя Мидаса» (исп. Tadeo Jones 2: El secreto del rey Midas) — испанский анимационный фильм 2017 года режиссёра Энрике Гато. Фильм является спин-оффом короткометражной картины Гато 2004 года «Тадео Джонс» и его продолжения «Тадео Джонс и подвал судьбы». Авторами сценария выступили Хавьер Баррейра, Горка Магальон, Игнасио дель Мораль, Хорди Газулл и Нил Ландау. Музыку для фильма написал Закариас М. де ла Рива. Роли озвучивали: Керри Шейл, Ариэль Уинтер, Брюс Маккиннон, Мак Макдональд, Лайзы Росс, Чич Марин и Адам Джеймс. Продюсерами фильма выступили: Telecinco Cinema, El Toro Picture, Lightbox Entertainment, Ikiru Films, Telefónica Producciones, Media Networks, при участии телеканалов AXN, Canal Plus и TVC.
Премьера фильма состоялась на Международном фестивале анимационных фильмов в Анси 5 июня 2012 года, в прокат картина была выпущена 31 августа 2012 года в Испании компанией Paramount Pictures. Фильм получил отрицательные отзывы у американских критиков, однако был хорошо принят в Испании, заработав 45 миллионов евро при бюджете 8 миллионов евро, что сделало его кассовым хитом.
Фильм был номинирован на 5 премий Гойи, выиграв 3 за «Лучший анимационный фильм», «Лучший режиссёрский дебют» и «Лучший адаптированный сценарий» на 27-й церемонии премии Гойи.
Сиквел под названием Tad the Lost Explorer and the Secret of King Midas вышел в 2017 году.

## Сюжет
Тадео Джонс (Tad Stones в английской версии) с пяти лет мечтал стать археологом, но вынужден работать каменщиком на стройке метрополитена в Чикаго. Его друга — профессора Гумберта его коллега приглашает в Перу на поиски легендарного города инков Паитити. Но, профессор попадает в больницу и Тадео предстоит заменить его в этом археологическом приключении.

## Роли озвучивали
- Оскар Барберан — Тадео Джонс
- Мишель Дженнер — Сара Лавроф
- Луис Посада — Мумия
- Хосе Корбачо — таксист из Гранады
- Адриана Угарте — Тиффани Мэйз
- Мигель Анхель Дженнер — Джек Рэкхэм